# Coincya longirostra
Coincya longirostra är en korsblommig växtart som först beskrevs av Pierre Edmond Boissier, och fick sitt nu gällande namn av Werner Rodolfo Greuter och Hervé Maurice Burdet. Coincya longirostra ingår i släktet lacksenaper, och familjen korsblommiga växter. Inga underarter finns listade i Catalogue of Life.

## Bildgalleri

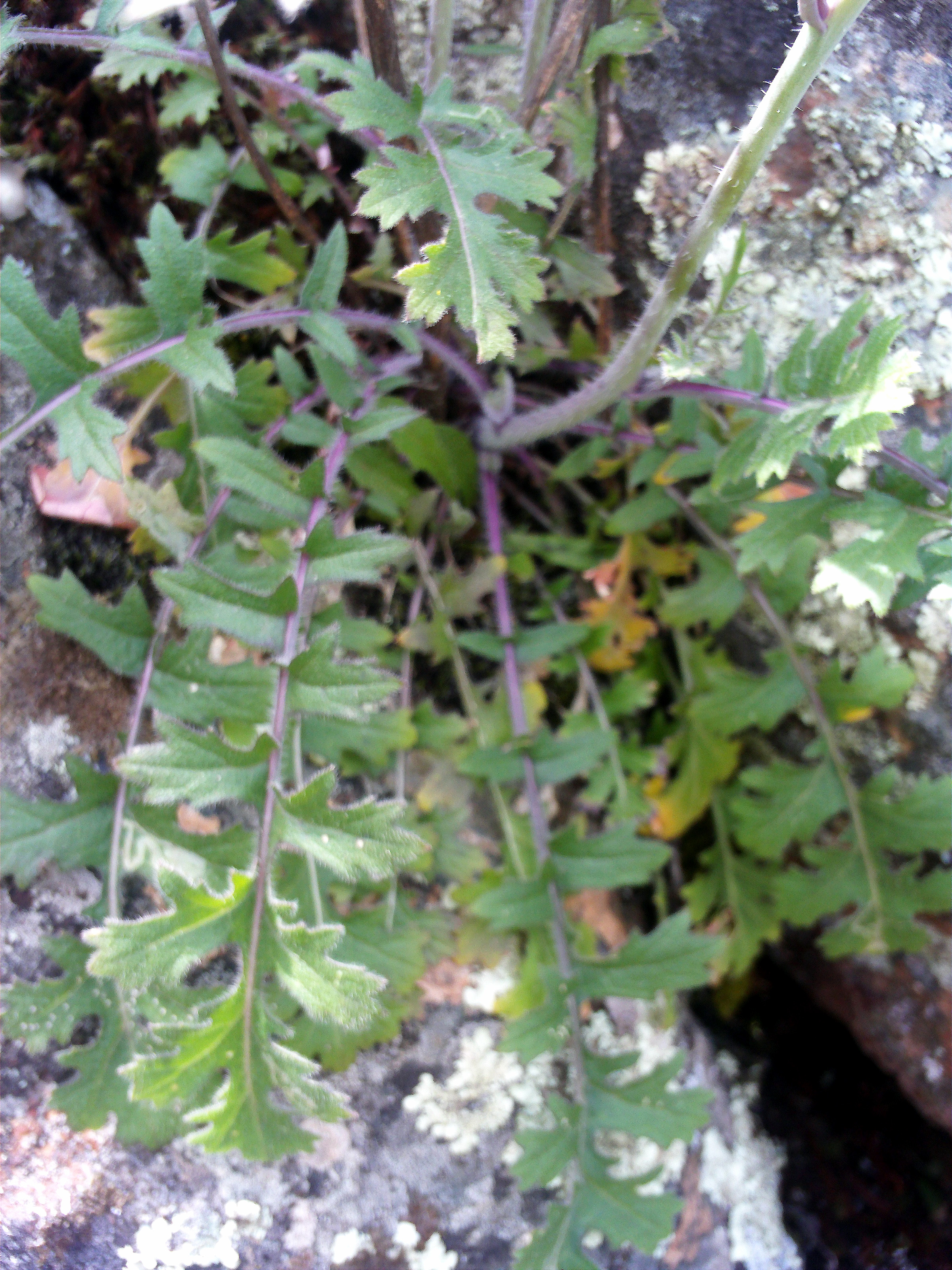
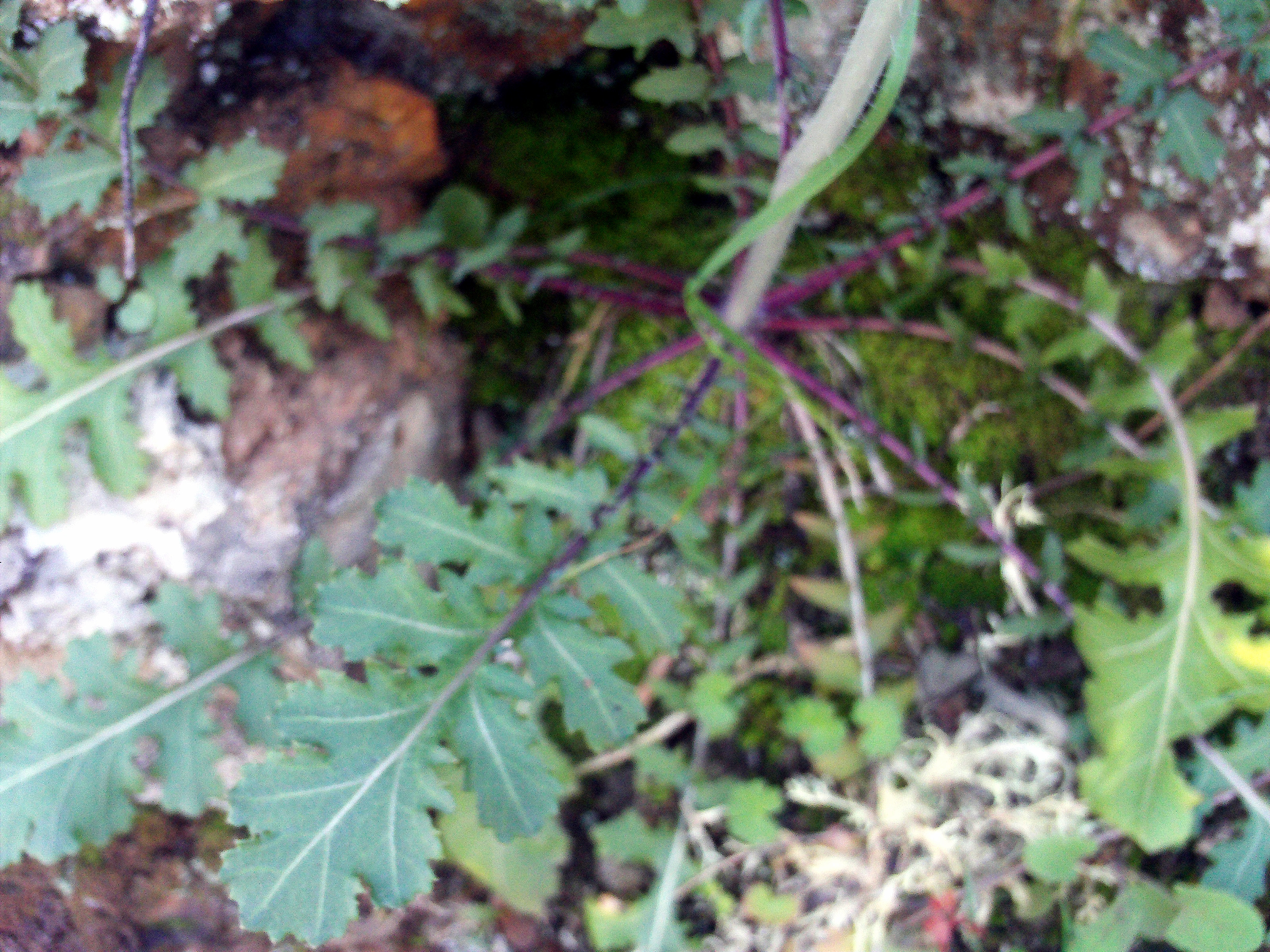
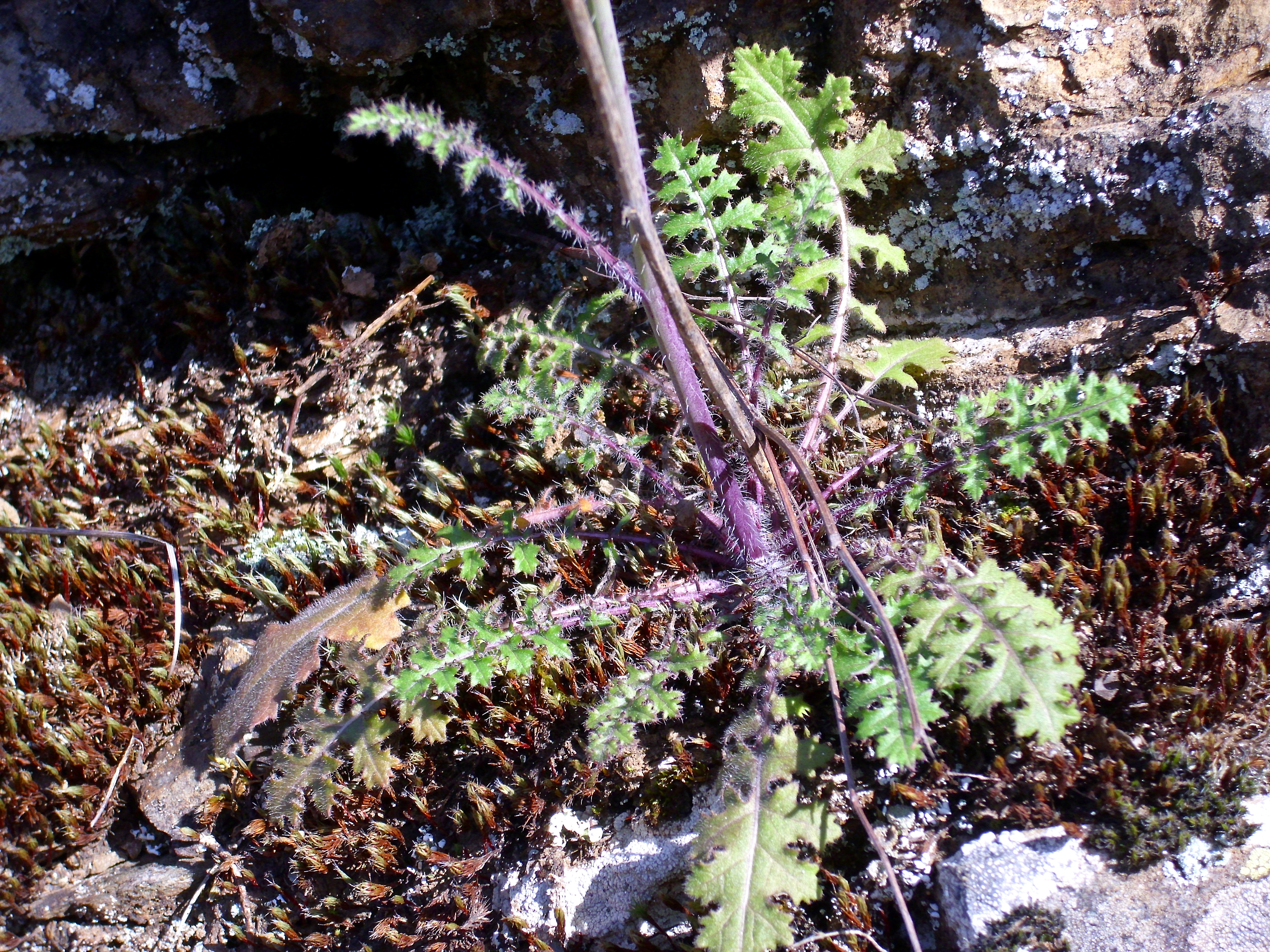
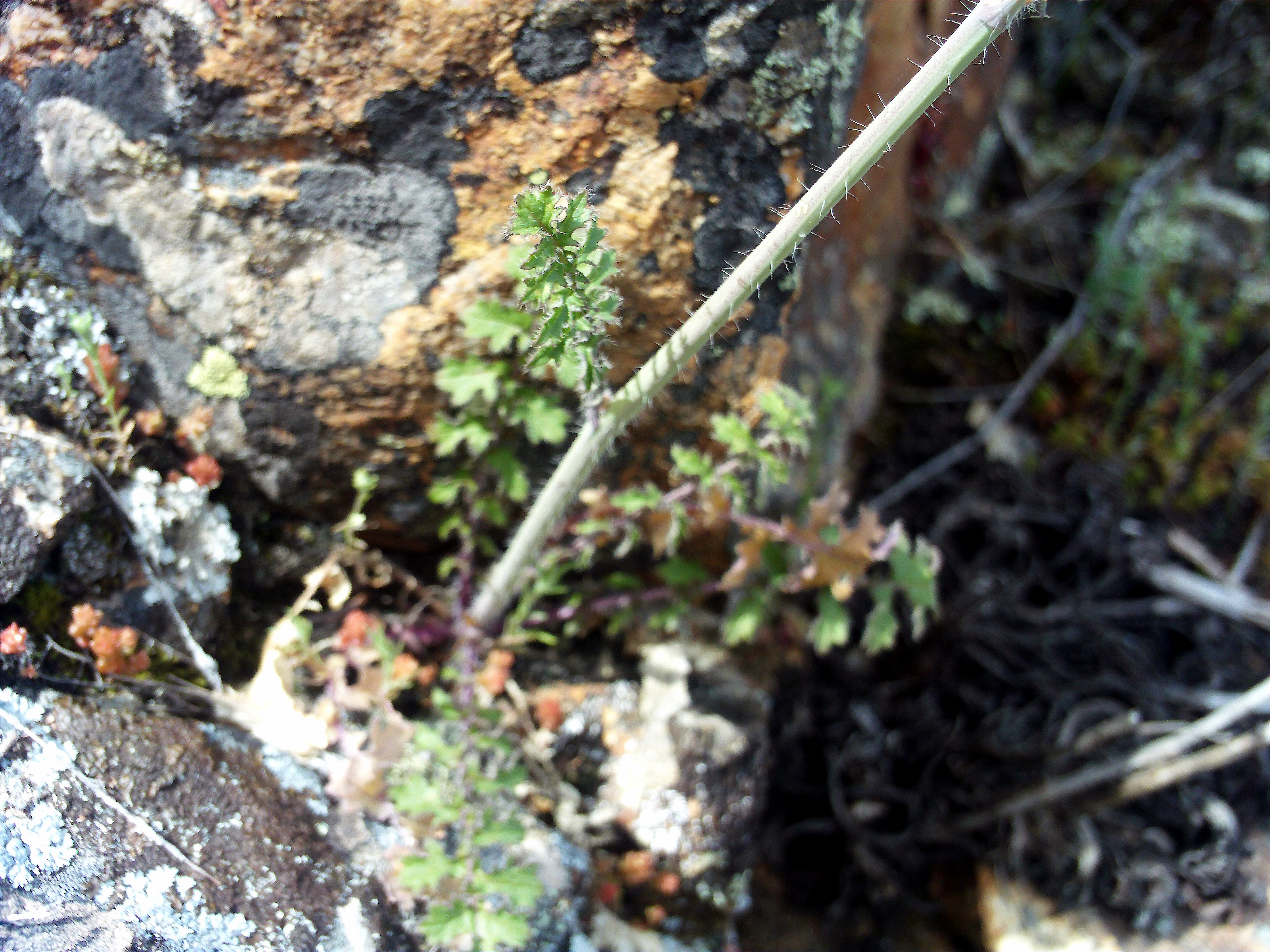
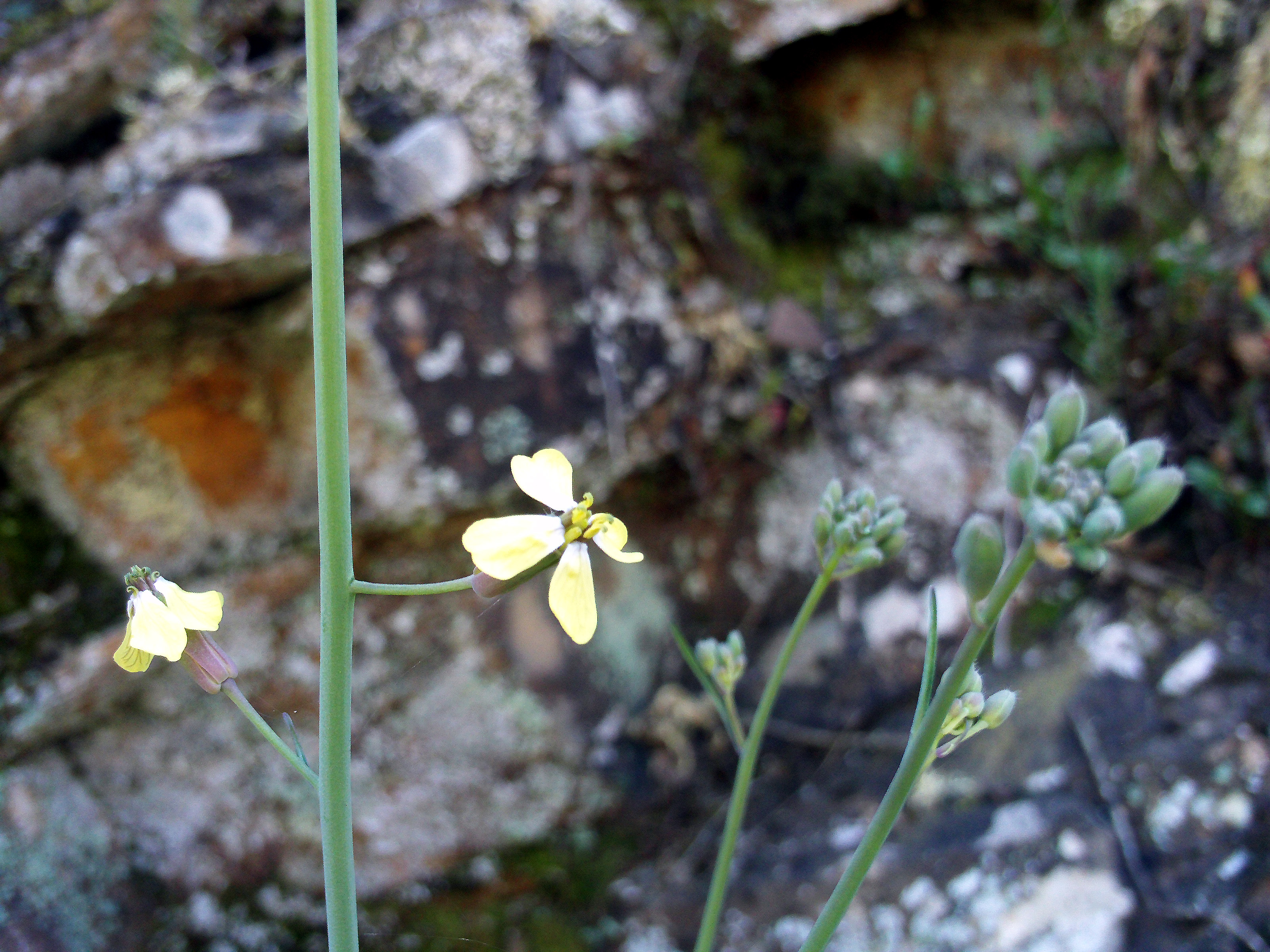
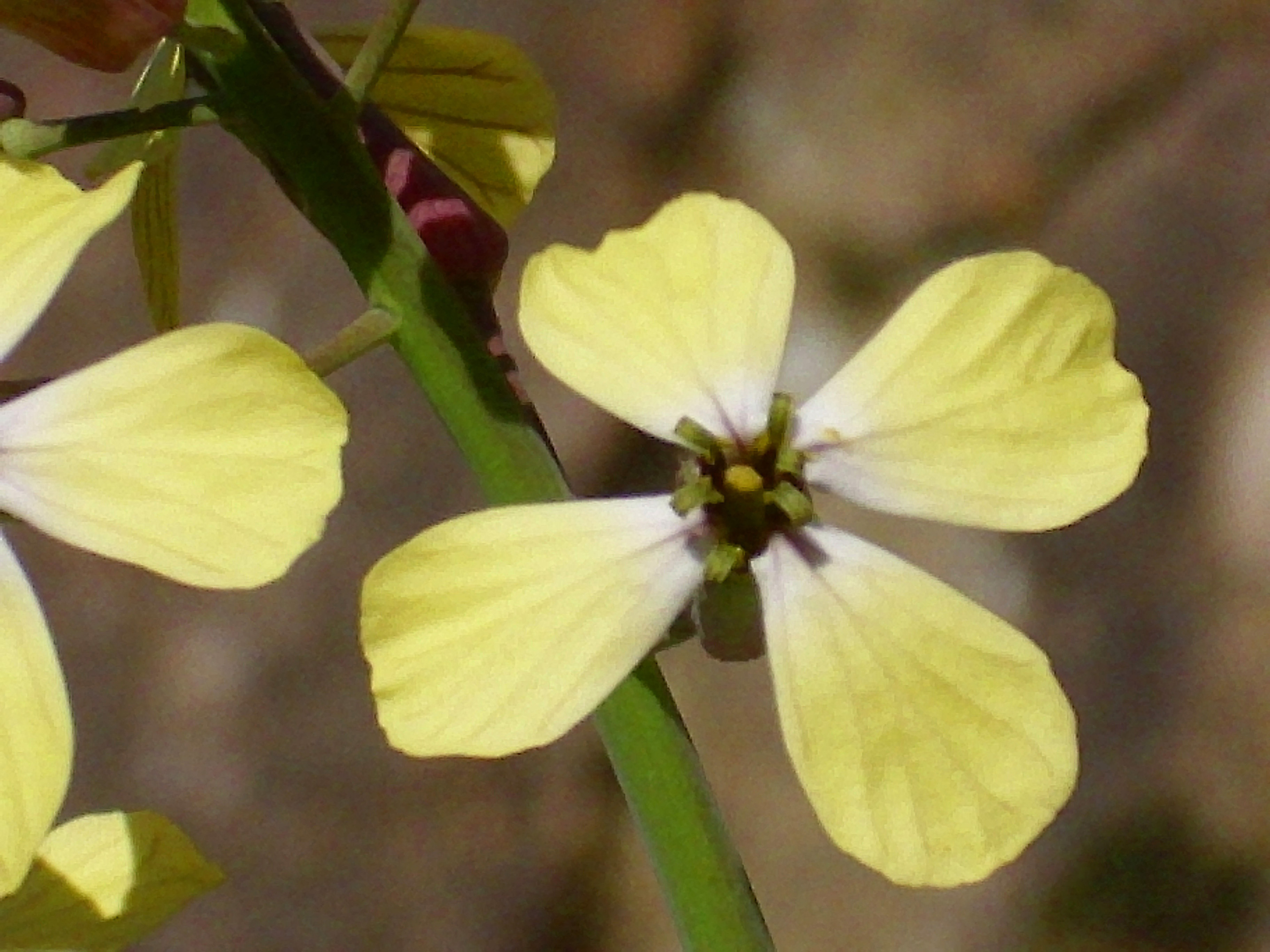